# Ликсутов, Максим Станиславович
Макси́м Станисла́вович Ликсу́тов (род. 19 июня 1976, Локса, Эстонская ССР, СССР) — российский государственный деятель и управленец, заместитель мэра Москвы в Правительстве Москвы, руководитель Департамента транспорта и развития дорожно-транспортной инфраструктуры города Москвы с 6 декабря 2011 года. 
В прошлом российский и эстонский предприниматель. В «рейтинге богатейших бизнесменов России» по версии журнала Forbes за 2013 год вице-мэр Москвы Ликсутов занял 157-е место с капиталом в 650 млн долларов США. В рейтинги 2014 и 2015 годов Ликсутов не входил.

## Биография

### Ранние годы и образование
Родился 19 июня 1976 года в городе Локса Эстонской ССР. Родители Максима в молодости переехали из Тульской области в Эстонию для работы на судостроительном заводе. С 1998 года Ликсутов живёт в Москве, с тех же пор является налоговым резидентом Российской Федерации. В Москве обосновалась и семья: родители и жена с детьми. Его сестра живёт в Таллине. 
В 2007 году окончил Российскую экономическую академию им. Плеханова по специальности «Финансы и кредит»; в 2012 году — Международный юридический институт по специальности «Менеджмент организации». Ликсутов говорит на английском, эстонском и шведском языках.

### Бизнес в Эстонии
Предпринимательская деятельность Максима Ликсутова началась в Эстонии. Угольный бизнес Ликсутова и предпринимателя Сергея Глинки в угледефицитной стране был связан с поставками и перевалкой кузбасского угля в таллинском порту. Сначала партнёры организовывали сбыт угля в Эстонии, а затем занялись и его экспортом. Для ведения деятельности партнеры учредили компанию WorldWide Invest. Одним из деловых партнёров Ликсутова и Глинки был Рустам Аксёненко, сын министра путей сообщения РФ Николая Аксёненко. 
Эстонская газета «День за днём», 24 декабря 2007:
Максим Ликсутов и его партнёр Сергей Глинка стали известными в Эстонии примерно в 1997, когда они начали строить в Эстонии угольный терминал для российского экспорта на Запад. Молодые бизнесмены быстро завоевали внимание как образец т.н. российских бизнесменов нового времени. Их характеризуют безупречные костюмы, машины экстра-класса, хорошие манеры, знание западного делового этикета. Единственное, что отличало их от западных бизнесменов, так это то, что они оставались в тени и старались не привлекать внимания журналистов. Их предприятие Transgroup Invest находится в чёрном, как уголь, блестящем здании на улице Йыэ в Таллинне. Ещё молодые бизнесмены открыли там итальянский ресторан Gianni. На шикарно обставленной церемонии открытия они играли в прятки с фотографами, всеми силами стараясь не попасть на снимки.
«Форбс» цитировал бывшую коллегу Ликсутова, по словам которой он планировал реализовать свои амбиции в госуправлении, для чего в 2005 году получил гражданство Эстонии «за вклад в развитие местной экономики». В дальнейшем в 2011 году Ликсутов подал ходатайство о лишении его эстонского гражданства в связи с назначением в правительство Москвы. Заявление было удовлетворено в феврале 2012 года. 
В апреле 2007 года после неоднозначно воспринятого общественностью переноса памятника советским солдатам в центре Таллина, предприниматель в интервью газете Äripäev заявил о переводе головного офиса Transgroup Invest из Эстонии. На деле, к этому времени вся деловая активность Ликсутова давно переместилась в Россию.

### Бизнес в России
В конце 1990-х годов Ликсутов и Глинка совместно со владельцами «Кузбассразрезугля», их основного поставщика, учредили компанию «Трансгрупп АС», в которой получили по 25%. Компания была грузовым железнодорожным перевозчиком со своим парком вагонов, чем не могли похвастаться конкуренты, и к 2005 году обслуживала «Русский алюминий», «Евразхолдинг», «Сибур», УГМК и «Кузбассразрезуголь». На 2010 год «Трансгрупп» управляла парком из 10 тысяч вагонов, а её годовая выручка составляла 900 млн долларов. С 1999 года занимал руководящие должности в российских транспортных компаниях. Был членом совета директоров ОАО «Первая грузовая компания» и ОАО «ТрансКонтейнер». Также с начала 2000-х совладельцы «Трансгрупп» скупали заводы. выпускающие локомотивы и вагоны для железной дороги и метро, и в 2002 году создали «Трансмашхолдинг», в который вошли почти все производители подвижного состава в стране. Вместе с РЖД «Трансгрупп» учредила в 2007 году компанию по перевозке автомобилей по железной дороге «РейлТрансАвто», в 2009 — оператора пассажирских перевозок по направлению Москва — Тверь. Через 25% в «Трансгрупп» Ликсутов владел долями в других компаниях. Ликсутов отвечал за оперативное управление в «Трансгрупп», был председателем совета директоров в 2001—2011 годах, а также членом совета директоров «Трансмашхолдинга» в 2003—2011 годах. 

#### Аэроэкспресс
После нескольких лет работы в Москве Ликсутов разработал проект запуска комфортабельных скоростных региональных электропоездов, угадав в них привлекательный для пассажиров перспективный продукт с высокой долей добавленной стоимости. В 2005 году «Трансгрупп» и аэропорт «Шереметьево» учредили компанию «Аэроэкспресс», которая организовала доставку пассажиров с Савёловского вокзала (первоначально через станцию Лобня). К 2008 году «Аэроэкспресс» управлял электропоездами между городскими вокзалами и всеми действовавшими аэропортами Москвы — Шереметьево, Внуково и Домодедово, а акционером компании стали РЖД. В 2009—2010 годах Ликсутов был генеральным директором «Аэроэкспресса», входил в совет директоров и владел 25% акций компании. 
Поворотным в карьере бизнесмена стало 28 марта 2011 года, когда он при весьма выгодных для себя обстоятельствах познакомился с премьер-министром Владимиром Путиным. В этот день Путин вместе с Сергеем Собяниным, Владимиром Якуниным и Ликсутовым за полчаса прокатился в аэроэкспрессе от аэропорта Шереметьево до Белорусского вокзала и оценил преимущества этого вида транспорта, — в том числе значительную экономию времени в сравнении с автомобилем. Сопровождавшие журналисты отметили, всю дорогу довольный Путин просидел у окна, слушая рассказы Якунина и Ликсутова о планах и перспективах по развитию аэроэкспрессов. Положительные впечатления главы правительства от поездки сыграли определённую роль в начале карьеры Ликсутова в мэрии Москвы.

### В Правительстве Москвы
29 апреля 2011 года Максим Ликсутов занял пост советника мэра Москвы Сергея Собянина по вопросам транспорта и развития дорожно-транспортной инфраструктуры, а 6 декабря распоряжением мэра был назначен на должность руководителя Департамента транспорта и развития дорожно-транспортной инфраструктуры города Москвы с заключением служебного контракта на срок полномочий мэра Москвы. Назначая Ликсутова, Собянин выразил уверенность, что практическая работа в бизнесе поможет ему в новой должности.  В день назначения на госслужбу Ликсутов заявил, что откажется от участия в бизнесе в пользу других акционеров. В октябре 2013 года пресса сообщила, что Ликсутов передал свои доли в бизнесе супруге Татьяне. Как выяснилось три месяца спустя — уже бывшей супруге. 
25 сентября 2012 года Ликсутов был назначен заместителем мэра Москвы по вопросам транспорта и развития дорожно-транспортной инфраструктуры с сохранением должности главы Дептранса, сменив в качестве вице-мэра Николая Лямова. По информации газеты «Ведомости», в марте-декабре 2012 года Ликсутов продал свои бизнес-активы в связи с переходом на госслужбу. Ликсутов стал первым легальным миллионером, занявшим высокую должность в правительстве Москвы.

## Деятельность на посту заместителя мэра Москвы
В подчинении Ликсутова в правительстве Москвы находится Департамент транспорта и развития дорожно-транспортной инфраструктуры. Основная задача вице-мэра — сбалансированное развитие транспортной инфраструктуры, создание комфортных условий как для пассажиров общественного транспорта, так и автомобилистов. 
Среди мер, предпринятых для улучшения транспортной ситуации в Москве — внедрение интеллектуальной транспортной системы, создание единого московского парковочного пространства, обновление общественного транспортного парка, внедрение скоростного трамвая, единого проездного билета на все виды общественного транспорта московского региона, создание единой службы городского такси, модернизация пешеходного пространства и развитие велосипедного транспорта в Москве. 

### Личный транспорт
Одной из первых инициатив Ликсутова на посту главы Дептранса стало введение платы за парковку в центре Москвы. В порядке эксперимента первыми зонами платной парковки в ноябре 2012 года стали улицы Петровка, Каретный ряд и прилегающие к ним переулки. С июня 2013 года зона платной парковки расширилась до границ Бульварного кольца. В 2014 году платные парковки появились в районе «Москва-Сити» и на нескольких сотнях улиц в пределах Третьего транспортного кольца, в течение 2015 — в «проблемных» точках города, где часто возникали затруднения с парковкой, пробки и ДТП: возле торговых и бизнес-центров, станций метро, железнодорожных станций, а также в районе ВДНХ. К 2019 году зона платной парковки появилась за МКАДом. По данным опроса ВЦИОМ, к 2014 году введение в Москве платных парковок побудило 13% москвичей реже пользоваться личным транспортом (4% — чаще). Расширение зоны платных парковок для решения проблемы с пробками на тот момент поддерживали 63% опрошенных, как автовладельцев, так и пассажиров общественного транспорта. 
В декабре 2015 года в ходе опроса в твиттере главного редактора «Эха Москвы» Алексея Венедиктова 77% из 4,6 тысяч респондентов оценили платные парковки в Москве как позитивное изменение. По данным Дептранса, благодаря введению платы за парковку в 2012—2017 годах время поиска места для парковки сократилось на 65%. Ввод платной парковки был непопулярной мерой, которую московские власти откладывали с 1990-х годов, отмечал директор института экономики и транспортной политики ВШЭ Михаил Блинкин, который высоко оценил результаты её внедрения под руководством Ликсутова. Платная парковка упорядочила стоянку и стала инструментом сдерживания поездок на личном транспорте, хотя из-за развития каршеринга и распространения резидентских разрешений её эффект оказался меньше ожидаемого. При этом появление платной парковки повлияло и на другие сферы: оно ускорило развитие городских приложений и средств анализа данных об автомобильном движении, положило начало процессу ревизии разметки улиц и схем дорожного движения. В июле 2017 года за развитие парковочного пространства Москвы Ликсутов получил премию нидерландской компании TomTom (занимается исследованиями в области дорожного движения).

### Коммерческий транспорт
Ограничения на въезд грузового транспорта на МКАД (и территорию Москвы) Блинкин назвал ещё одним достижением Ликсутова. Вопрос ограничений долгое время обсуждался на уровне властей Москвы и Подмосковья, но оставался открытым. По информации Дептранса на 2012 год, когда были сделаны первые реальные шаги в этом направлении, в пределах МКАД ежедневно перемещалось 150 тысяч грузовиков, многие из которых двигались порожняком, а половина — транзитом. Грузовые машины перегружали МКАД, ремонт которого ложился на московский бюджет, мешали развитию общественного транспорта, загрязняли воздух. Ограничения для грузовиков поддержали ⅔ москвичей, опрошенных РОМИР в 2012 году. В 2013 году вступил в силу запрет на въезд грузовиков на МКАД в дневное время, заработала система электронных пропусков, с 2014 года начали действовать экологические ограничения сперва на въезд в пределы ТТК, затем — в черту Москвы. Для дальнейшего улучшения ситуации в 2014—2020 года в Москве был создан «грузовой каркас», который отделил улицы, доступные для грузового транспорта, от массивов жилой застройки с ограничениями на въезд.

### Общественный транспорт
Ещё одной мерой по улучшению транспортной ситуации стало увеличение числа выделенных полос для общественного транспорта. До 2012 года в Москве было всего 2 полосы для общественного транспорта, к 2019 году их число увеличилось до 57, общая протяжённость достигла 334 км. «Выделенки» обеспечили прирост скорости общественного транспорта на 15—20% и снизили число ДТП с его участием почти на четверть. По данным телефонного опроса, проведённого весной-летом 2020 года, положительное влияние выделенных полос на работу городского транспорта отметили 78% москвичей. На конец 2020 года выезд на выделенные линии в Москве был разрешён общественному транспорту, автомобилям экстренных и коммунальных служб, велосипедистам и такси.
Под руководством Ликсутова в Москве была проведена реформа таксомоторных перевозок. Для создания легального рынка в Москве были введён единый стандарт работы такси. Разрешения стали обязательными, были установлены требования к частоте техосмотра, обязательство информировать пассажиров о тарифах. Легальные таксисты получили право пользоваться «выделенками», для них были обустроены спецстоянки. На 2017 год в Москве было 74 тысячи легальных такси, 384 оборудованные стоянки, время ожидания сократилось до 7 минут (против 30 минут в 2010), средняя стоимость только в 2014—2016 годах снизилась почти на 30%. Вместе с появлением мобильных приложений для заказа машины это сделало такси одним из самых популярных способов передвижения по городу.
В 2013 году мэрия Москвы обновила систему городских проездных билетов. Одноразовые билеты на метро были упразднены, их заменили единые билеты с ограничением по времени, единые билеты на разное число поездок, единый билет на наземный транспорт и электронный кошелёк, а также транспортная карта «Тройка», на которую могут быть записаны билеты. Для туристов был выпущен проездной в формате смарт-карты на неограниченное число поездок в течение дня. Позднее в «Тройке» появилась поддержка пригородных поездов, МЦК и МЦД. «Тройка» стала популярным московским проездным, метрополитен выпустил карты с тематическим оформлением и в нестандартных форм-факторах, которые удобно носить с собой: в виде браслетов, брелоков, колец и наклеек с чипом. Появилась программа лояльности «Город», к которой присоединились кафе, магазины и аптеки. По словам Ликсутова, на середину 2019 года на руках москвичей и гостей города было свыше 25 млн карт, что делало её самой популярной транспортной картой в Европе. Популярность новых «безлимитных» проездных билетов сыграла роль в решении об отказе от турникетов в наземном транспорте. Демонтаж (или отключение) турникетов на транспортных средствах «Мосгортранса» и коммерческих перевозчиков был проведён в январе—сентябре 2018 года. Эти меры позволили сократить время посадки пассажиров до 30 секунд, а общее время движения по маршруту — на 5—20%.
В конце 2012 года Дептранс объявил о начале реформы коммерческого общественного транспорта. Целями реформы было снижение возможностей для мошенничества со стороны перевозчиков и повышение требований к транспорту и стандартов обслуживания. Ликсутов отмечал, что маловместительные «маршрутки» как вид общественного транспорта морально устарели, и требовалось заменить их современным коммерческим транспортом. В 2015 году город провёл конкурсы и заключил с перевозчиками контракты на существенно более жёстких условиях. Их обязали перейти на более вместительные машины с двигателями более высокого экологического стандарта, применять единый тариф, принимать городские проездные и социальные карты. Был введён единый стандарт окраски и оформления, во многом аналогичный утверждённому для городского общественного транспорта. По истечении этих контрактов в 2020 году начался новый цикл реформы, в рамках которого с мая 2021 года требования к транспортным средствам стали ещё выше, была переработана маршрутная сеть, а перевозчиков обязали курсировать интервально (а не по графику).
С 2012 года Москва вновь начала развивать трамвай, сеть которого при Юрии Лужкове сократилась на 280 км. Началось обновление подвижного состава, строительство новых путей и остановок, обособление трамвая от автомобильного трафика. Город начал закупать польские Pesa, а затем российские «Витязи». В 2020 году Дептранс сообщил о планируемой передаче путевой инфраструктуры трамвая в ведение Московского метрополитена для повышения стандартов технического обслуживания. В ноябре 2020 года московский трамвай был отмечен премией Global Light Rail Awards в номинации «Самая развивающаяся система. На этот момент в городе было почти 420 км трамвайных путей, 40 маршрутов 450 современных трамваев, включая 375 «Витязь-Москва». До начала пандемии COVID-19 трамваем в Москве ежедневно пользовались 700 тысяч пассажиров.
С 2012 года Дептранс озвучивал планы закрытия и демонтажа московского монорельса из-за малого пассажиропотока и высоких эксплуатационных расходов. Но из-за возможного недовольства москвичей окончательное решение откладывалось. После открытия МЦК и продления Люблинско-Дмитровской линии монорельс перешёл в «экскурсионный» режим работы. Чиновники из московской мэрии рассказывали газете «Ведомости», что к 2020 году в пиковые часы монорельс был загружен всего на 10—12% число постоянных пассажиров, совершающих поездки на монорельсе не менее 20 раз в месяц, по статистике использования карт «Тройка», сократилось до 39 человек. При этом из 10 поездов на ходу были только 4, а эксплуатация монорельсовой дороги стола городу 800 млн рублей в год. Чтобы решить дальнейшую судьбу монорельса, Дептранс запустил голосование на Едином транспортом портале Москвы.
После катастрофы в московском метрополитене 15 июля 2014 года, унёсшей жизни более 20 пассажиров, Ликсутов возложил ответственность за произошедшее на руководство метро, в том числе, его начальника Ивана Беседина. Вскоре Беседин был уволен, и его место занял бывший функционер РЖД Дмитрий Пегов, ранее в метро не работавший. «Коммерсант» со ссылкой на источники в РЖД писал, что его кандидатуру продвигал сам Ликсутов. Журналист Иван Голунов в статье для Slon.ru, напротив, указывал, что в пользу назначения Пегова сыграли его натянутые отношения с Ликсутовым. Так, руководя крупным депо в Санкт-Петербурге, Пегов отказывался покупать вагоны у «Трансмашхолдинга». А накануне Олимпийских игр в Сочи он убедил главу Владимира Якунина не принимать предложенные «Аэроэкспрессом» невыгодные для РЖД условия контракта и организовал перевозку гостей Олимпиады самостоятельно.
В рамках реализации идей мэра Собянина о неэффективности троллейбусов и их ненужности в центре города, возглавляемым Ликсутовым департаментом были начаты действия по сокращению крупнейшей в мире сети Московского троллейбуса. В 2014 году было объявлено о ежегодных закупках меньшего количества троллейбусов ввиду плана реформирования троллейбусного движения до 2020 года с заменой подвижного состава на автобусы, в 2015 году в ходе т. н. оптимизации троллейбусного движения начали изменяться (фактически — сокращаться) троллейбусные маршруты, в 2016 году в рамках реализации проекта благоустройства «Моя улица» было объявлено о предстоящих сокращениях маршрутов и полном снятии контактной сети во всём центре города (в пределах Садового кольца). Ликсутов объяснял решение об отказе от троллейбусов большим износом контактной сети, требующей миллиардных инвестиций в обновление и строительство новых подстанций, а также низкой манёвренностью, которая сказывалась на общей скорости движения на улицах. К сентябрю 2020 года в городе остался последний «музейный» троллейбусный маршрут от Комсомольской площади до Новорязанской улице, который было решено сохранить как дань истории этого вида транспорта.
В 2016 году было открыто Московское центральное кольцо, которое стало первым в России опытом использования железнодорожного транспорта для внутригородских пассажирских перевозок. Линия МЦК пролегла по реконструированному Малому кольцу Московской железной дороги и связала 26 районов Москвы, а также была связана с 7 радиальными линиями Московской железной дороги. Для связи МЦК с остальной транспортной инфраструктурой Москвы был построен 31 транспортно-пересадочный узел. В 2019 на основе сквозных железных дорог, проходящих через территорию Москвы, были запущены Московские центральные диаметры. МЦК и МЦД вошли в единую тарифную систему с метрополитеном с бесплатной пересадкой между линиями. Пуск «городских электричек» разгрузил часть линий и пересадочных узлов московского метро, связал районы, куда не были проложены линии метрополитена и дал стимул развитию новых территорий, ранее лишённых транспортной доступности.
18 июня 2012 вместе с президентом ОАО «РЖД» Владимиром Якуниным, начальником Московской железной дороги Владимиром Молдавером, мэром Москвы Сергеем Собяниным открыл Технологический центр управления пригородным пассажирским комплексом Московской железной дороги на Комсомольской площади — самое современное и высокотехнологичное предприятие на инфраструктуре Российских железных дорог. В ходе мероприятия объявил, что все столичные аэропорты будут связаны между собой прямым беспересадочным железнодорожным сообщением с началом пассажирского движения по Малому кольцу МЖД в 2015. В 2013 году РЖД признало эту затею нерентабельной и нецелесообразной.
Параллельно с отказом от троллейбуса город начал развивать электробусное сообщение. В экспериментальном порядке электробусы использовались на отдельных маршрутах в 2015 и 2016 годах, а их внедрение на постоянной основе началось в сентябре 2018 года, в первую очередь, на маршрутах, где ранее курсировали троллейбусы. В том же году Ликсутов объявил о планах московских властей с 2021 года полностью отказаться от закупки автобусов и к 2030 году заменить их электробусами на всех маршрутах. Уже к маю 2019 года московский парк электробусов достиг 100 единиц и стал крупнейшим в Европе, а в октябре 2020 года на линию вышел 500-й электробус. По словам Сергея Собянина, к этому моменту город вышел на первое место в мире по использованию электробусов.

### Альтернативный транспорт
Ликсутов стал одним из инициаторов системы городского велопроката «Велобайк», которая заработала в 2013 году. На тот момент пользователям было доступно 79 точек с 550 велосипедами. По состоянию на 2019-й год в Москве работало 529 пунктов проката с 5500 велосипедами, из которых 400 составили электровелосипеды. В сезон 2019 года на прокатных велосипедах в Москве было совершено более 5 миллионов поездок. В 2020-м количество пунктов проката было увеличено до 629, а общее количество велосипедов составило 6,5 тысячи. Городской велопрокат сделал велосипед в Москве полноценным транспортом «последней мили», научил москвичей комбинировать поездки на личном, общественном и альтернативном транспорте и сыграл важную роль в формировании сферы экспресс-доставки, в том числе, доставки еды («Яндекс.Еда», Delivery Club и др.)..
В 2013 году Дептранс под руководством Ликсутова и специалисты Института Генплана Москвы занялись системным проектированием велосипедной инфраструктуры Москвы. Департамент также активно участвовал в велосипедизации, с 2014 года поддерживал велопарад, организованный московскими велоактивистами, а в 2016 году город принял международный конгресс по велосипедному транспорту. Строительство велодорожек на многих улицах было включено в проекты реконструкции по программе «Моя улица». Если в 2010 году в Москве было 9 км велодорожек, к 2020 году их протяжённость достигла 230 км, в том числе 120 км в парках и скверах. С учётом доступных велосипедистам выделенных полос общественного транспорта, велоинфраструктура Москвы к концу 2010-х достигла 773 км.
В 2013 году в Москве появились первые сервисы каршеринга, а в 2015 году мэрия запустила проект «Московский каршеринг». Операторам каршеринга были предоставлены льготные условия парковки, был введён единый стандарт оформления автомобилей: оранжевая окраска лонжерона крыши, заднего крыла и порога, а также опознавательный знак «Московский каршеринг». Мэрия уделяла развитию каршеринга большое внимание, по прогнозам в перспективе он мог бы сократить число личных автомобилей на улицах Москве в 2—3,5 раза. За 2019 год машины каршеринга в Москве совершили 36 миллионов поездок, а общий автопарк каршеринговых машин достиг 31 тысячи, сделав Москву первой в мире по числу машин для краткосрочной аренды.

### Борьба с пробками на дорогах Москвы
Одной из задач Ликсутова на посту главы Департамента транспорта стало сокращение пробок в городе, которые при прошлой мэрии достигли 10-балльных значений в вечерние часы по несколько раз в неделю. В рейтингах загруженности дорог, которые составляет производитель автомобильных навигаторов TomTom, в 2012 и 2013 году Москва занимала первое место в мире. На 2012 год ЦОДД оценивал критическое значение единовременного числа машин на дорогах, по достижении которого Москва встаёт в пробки в 450—500 тысяч. Приоритетом транспортной политики стало сокращение числа поездок на личном транспорте в пользу общественного. С одной стороны, Дептранс увеличивал стоимость использования личного автомобиля посредством ввода платных парковок, с другой — развивал систему городского транспорта. 
В интервью «Авторадио» в феврале 2018 года, заявил, что главная задача властей — предложить столичным водителям альтернативу поездке на личном авто:
Для того, чтобы пробок больше не стало, надо создать альтернативу машине — это поездка на общественном транспорте. Поэтому это приобретение новых вагонов метро, строительство метрополитена, увеличение полосности, там, где мы можем сделать, и там, где это разумно сделать, приобретение новых трамваев и автобусов. Эти все меры направлены будут на то, чтобы поездка на городском транспорте была эффективна: более быстрая, чем на личной машине и, конечно, более дешёвая, чем на личной машине. Но вы должны понимать, что построить в центре города больше дорог невозможно.
По утверждению Ликсутова, негативный тренд удалось приостановить в конце 2014 года, позитивный эффект принесли ряд мер: строительство новых дорог и развязок, открытие новых станций метрополитена, сооружение новых линий пригородной железной дороги и пассажирской линии Московской кольцевой железной дороги, запуск региональных экспрессов, оптимизация схемы работы светофорных объектов, введение платной парковки в центре столицы, перестроение логики работы маршрутов наземного транспорта, устройство выделенных полос, приобретение новых автобусов, трамваев и вагонов метро.
Однако у самих автомобилистов складывалось впечатление, что ситуация с пробками в Москве в лучшую сторону не изменилась. 25 декабря 2014 года в Москве зафиксированы рекордные за всю историю города пробки: восемь часов подряд улицы блокированы 10-балльными пробками, при этом самая большая пробка протянулась на 60 км.
С 2011 года в Москве началось развитие интеллектуальной транспортной системы (ИТС). Система использует анализ больших данных и искусственный интеллект для улучшения дорожной ситуации. На 2019 год в неё входили 40 тысяч светофоров, которые адаптируются к ситуации на дорогах, 3,7 тысяч детекторов транспорта, 2,7 тысяч камер телеобзора, 48 метеостанций и т.д., 170 дорожных табло, информирующих водителей о вариантах объезда пробок и т.д. С 2017 года в составе ИТС работает единая системы контроля за общественным транспортом, которая ежедневно обрабатывает до 185 миллионов единиц данных о работе наземного транспорта, метро и «городских электричек». ИТС позволяет координировать работу городского транспорта, регулировать дорожное движение, координировать городские службы, полицию. спасателей. По словам Сергея Собянина, несмотря на высокие расходы на создание и эксплуатацию, система обеспечила улучшение трафика в Москве на 15%.
В январе 2020 года мэрия Москвы отчиталась о достижении среднесуточной скорости движения в 54 км/ч — на 20% выше, чем в 2010 году, при увеличении числа машин в Московском транспортном узле на 40%.

### Результаты работы
В 2020 году МГУ опубликовал третий индекс развития транспортного комплекса, в котором сравнил крупнейшие мегаполисы мира по 4 субиндексам: качеству транспортного обслуживание (время и удобство поездки, качество инфраструктуры, удобство оплаты и наличие современных сервисов), доступности транспортных услуг (удобство для пользования личным, общественным и альтернативным городским транспортом, объём парка транспортных средств и перевозок, развитие маршрутной сети), безопасности дорожного движения и воздействия транспорта на окружающую среду (число ДТП, их тяжесть, уровень вредных выбросов, степень жёсткости экологических нормативов) и эффективности грузовой логистики (уровень развития грузового транспорта, наличие необходимой ему инфраструктуры, ограничения на его перемещение по городу). С 2010 года, когда индекс был составлен впервые, по 2018 год Москва поднялась по значению индекса с 4,6 баллов до 6,8 (из 10) и заняла 2 место после Токио, опередив Нью-Йорк, Лондон, Сингапур, Шанхай, Гонконг, Стамбул, Мехико и Санкт-Петербург. 
Эксперты отдельно отметили сокращение времени в пробках к общему времени пути на 17%, более равномерное распределение пассажиропотока метро (с учётом МЦК) за счёт строительства новых станций и увеличения общей протяжённости линий на 46%, запуск новых видов и маршрутов общественного транспорта, увеличение числа поездок на такси в 16 раз и рост популярности метрополитена (с учётом МЦК) на 13% в рабочие дни, снижение числа ДТП с пострадавшими на 34% и смертности на дорогах на 46%, развитие электрического транспорта, запуск электробусов и масштабы дорожного строительства.
Развитие транспортной инфраструктуры в Москве было отмечено международными наградами. Помимо премии TomTom за развитие парковочного пространства (2017) и награды Global Light Rail Awards за развитие трамвая (2020), московский транспортный комплекс в 2016 году был отмечен наградой ITF Transport Awards «за особые достижения в области транспорта», в 2017 — премией «Особое признание» (Global Public Transport Awards) Международного союза общественного транспорта (UITP), в 2018 — премией Sustainable Transport Award «за устойчивое развитие транспорта», а в 2020 году — премией британского научного транспортного общества CIHT (Chartered Institution of Highways and Transportation) за реализацию транспортного обслуживания Чемпионата мира по футболу в 2018 году, а билетная система Москвы получила награду Transort Ticketing Global Award.

## Собственность и доходы
Ликсутов трижды входил в российский «список Форбс» в 2011 (№189 с 500 млн долларов), 2012 (№184 с 500 млн долларов) и 2013 годах (№157 с 650 млн долларов). По словам Ликсутова, после перехода на госслужбу он продал доли в «Аэроэкспрессе» (12,5%), «Трансмашхолдинге» (8%) и «Трансгрупп» (25%). Его ближайшими деловыми партнёрами деловая пресса называла миллиардеров Сергея Глинку, занимавшегося в Эстонии угольным транзитом, владельца УГМК Искандара Махмудова, предпринимателей-совладельцев «Аэроэкспресса» Андрея Бокарева и Михаила Хромова.
В 2019 году Ликсутов в интервью «Русской службе Би-Би-Си» рассказал, что его месячная зарплата в мэрии составляет 181 тысячу рублей после уплаты налогов. В декларации за 2019 год вице-мэр указал доход в 39,5 млн рублей, на 19,6 млн больше, чем в 2018 году. Он также задекларировал легковой автомобиль Mercedes-Benz G63 AMG, мотоциклы Harley-Davidson V-ROD Muscle и Ducati XDiavel S, три земельных участка, жилой дом площадью 2,1 тысячи м² и два нежилых помещения.

## Семья
Ликсутов состоял в браке с Татьяной Ликсутовой (1979 г. р.). В июне 2013 года она подала на развод, заявление было удовлетворено Замоскворецким судом Москвы. За 6 дней до развода Максим Ликсутов переписал на неё зарубежные активы: Татьяна Ликсутова стала владельцем, в частности, 50% транспортно-логистического холдинга AS Transgroup Invest, недвижимости в Эстонии и акций компании Tallinna Vesi. В октябре того же года деловая газета Äripäev назвала её самой богатой женщиной Эстонии и поставила на 12 место в рейтинге богатейших людей страны с состоянием 103,6 млн евро. Информацию о разводе впервые обнародовал главный редактор «Эха Москвы» Алексей Венедиктов после того, как Алексей Навальный обвинил вице-мэра во владении иностранными активами и конфликте интересов, называя развод фиктивным.
После развода Татьяна Ликсутова продолжала жить в России. В 2017 году СМИ писали, что из её подмосковного дома было похищено украшений более чем на 23 млн рублей. Тогда же сообщали, что у Татьяны Ликсутовой в собственности две московских компании, а также 37% транспортно-логистической компании «ДВ транспорт», базирующейся в Калининграде и Черняховске; её партнёром по бизнесу выступал давний партнёр Максима Ликсутова Сергей Глинка. В августе 2020 Татьяна Ликсутова и Сергей Глинка разделили эстонские активы AS Transgroup Invest, включая недвижимость и автомобили. В 2023 году Татьяна Ликсутова сменила фамилию на Росе.
У Максима Ликсутова два сына от Татьяны Ликсутовой: старший Оскар и младший Роберт. После развода дети проживают с матерью, но в общении с отцом не ограничены.
В апреле 2020 года сын Максима Ликсутова Оскар, отправленный отцом во французский Куршевель в разгар пандемии коронавируса, по возвращении в Москву не стал отбывать положенные 14 дней самоизоляции, а стал участником нелегальных уличных гонок, где устроил ДТП.

## Спорт
Ликсутов увлекается подводным плаванием. В возрасте 15 лет стал мастером спорта по скоростным видам подводного плавания, трижды становился чемпионом Эстонии по этому виду спорта (1988, 1989, 1990), побеждал на Первенстве Скандинавских стран (1990). В 1991 стал победителем Первенства СССР по подводному ориентированию. В 1993 в составе команды пловцов установил рекорд, попавший в Книгу Гиннесса, проплыв 100 км в бассейне.

## Критика

### Аэроэкспресс
С именем Ликсутова связано появление в лексиконе пассажиров Московской железной дороги неологизма «пустовоз». Так называли аэроэкспрессы в Шереметьево, когда они с 2008 года в течение ряда лет курсировали через каждые 30 минут с 30 % загрузкой даже в пиковые часы. Тем не менее, будучи гендиректором «Аэроэкспресса», Ликсутов отправлял экспрессы в аэропорт Шереметьево, «невзирая на то, есть пассажиры или нет», что вызывало перерывы в движении регулярных электричек по Савёловскому направлению до 40-50 минут, 15-минутный отстой переполненных пригородных электропоездов в ожидании обгона аэроэкспрессом на станциях Бескудниково и Марк, влекло потерю времени и неудобства для обычных пассажиров, пользовавшихся электричками в часы пик при поездках на работу и с работы. Эта проблема была решена в октябре 2015 года, когда было разработано оптимальное расписание и электропоезда стали следовать без отстоя.
В октябре 2013 года пресса сообщила, что Ликсутов в середине года передал свои доли в бизнесе супруге Татьяне. Как выяснилось три месяца спустя — уже бывшей супруге. Однако ещё в 2012 году Ликсутов в интервью «Ведомостям» говорил, что продал весь бизнес, в том числе связанный с «Аэроэкспрессом». Позднее долю в компании также получил генеральный директор компании Алексей Криворучко.

### Московская кольцевая железная дорога
4 апреля 2012 Ликсутов давал on-line-интервью в редакции интернет-портала Gazeta.ru и объявил, что Московская кольцевая железная дорога, реконструкцию которой он курирует, построена «почти 200 лет назад». Несмотря на министерский ранг, Ликсутов ошибся в два раза или почти на 100 лет: Малое кольцо МЖД построено в 1907, а движение по нему началось в 1908. Ликсутов также не знал, что в 2012 году Российским железным дорогам исполняется 175 лет.

### Фотографирование безбилетников в общественном транспорте
1 ноября 2013 года Ликсутов выдвинул идеи силами контролёров фотографировать в общественном транспорте безбилетников и вывешивать их фото на «доске позора» сайта Департамента транспорта, а также квалифицировать использование пассажирами чужой социальной карты для прохода через турникеты как уголовное преступление — мошенничество. Обе идеи вызвали негативную реакцию у юристов и экспертов, в адрес Ликсутова прозвучали упрёки в пренебрежительном отношении к правам человека и незаконном разглашении персональных данных.

### Обвинения со стороны Навального и встречный иск
В январе 2014 года сведения о переоформлении Ликсутовым 50 % акций холдинга Transgroup Invest в собственность бывшей жены повторил в своём блоге со ссылкой на эстонский бизнес-реестр Алексей Навальный, что вызвало резонанс в прессе. Блогер обвинил Ликсутова в нарушении российского законодательства и конфликте интересов, состоящем в том, что один из ключевых руководителей Правительства Москвы, определяющий инвестирование бюджетных денег в общественный транспорт, сам ведёт свой личный бизнес в этой же сфере. Сам Ликсутов доказал в суде, что все его действия были в рамках закона.
27 мая 2014 года внимание прессы привлекла справка Министерства торговли, промышленности и туризма Кипра, опубликованная Фондом борьбы с коррупцией Навального. Согласно документу, Ликсутов является действующим акционером Intellectico Holdings Limited с долей примерно 13 %. 12 июня Ликсутов объявил о подаче иска на 1,5 млн рублей о защите чести, достоинства и деловой репутации к Навальному из-за обвинений в конфликте интересов при работе на государственной службе. В этот же день Совет при мэре Москвы по противодействию коррупции рассмотрел вопрос о владении Ликсутовым акциями кипрского офшора и пришёл к выводу о ненарушении им требований к служебному поведению лиц, замещающих государственные должности столицы. В своей записи от 12 июня чиновник сообщил о том, что «все документы о выходе из состава акционеров Intellectico holdings limited, в том числе и передаточные распоряжения, я подписал 6 декабря 2012 года, тогда же была внесена соответствующая запись в реестр акционеров компании». Однако в записи в соцсети от 27 мая Ликсутов заявлял о том, что продал свою долю в кипрской компании ещё в 2010 году, в ходе судебного заседания были предоставлены все документы, подтверждающие это. 19 августа Люблинский суд Москвы частично удовлетворил иск Ликсутова к Навальному, взыскав с последнего 600 200 рублей; суд признал распространённые Навальным сведения порочащими честь и достоинство Ликсутова, а также суд обязал опубликовать опровержение.

### Московский метрополитен
После катастрофы в Московском метрополитене заявил, что Департамент транспорта не отвечает за безопасность пассажиров московского метро, поскольку это не входит в его полномочия, в то же время добавляя возможность инициации проверки инфраструктуры.
Несмотря на совместное с правительством Москвы в лице мэра Сергея Собянина заявление о рассмотрении вопроса установки мемориальной таблички в память о погибших в крупнейшей катастрофе за всю историю Московского метрополитена, спустя 10 лет после катастрофы этого сделано не было.

## Санкции
24 февраля 2023 года, из-за российского вторжения на Украину, внесён в санкционный список Великобритании. 13 июня 2025 года внесён в санкционный список Канады лиц, которые по данным «Фонда борьбы с коррупцией», поддерживали нападение на Украину, либо извлекали выгоду от войны. Ранее «Фонд борьбы с коррупцией» внёс Ликсутов в список коррупционеров и разжигателей войны так как он «участвует в коррупционных схемах при распределении государственных заказов в Москве».

## Награды
- Орден Дружбы (5 апреля 2017) — за большой вклад в реализацию проекта реконструкции и развития Московского центрального кольца[157]
- Почётная грамота Президента Российской Федерации (29 декабря 2018) — за большой вклад в подготовку и проведение чемпионата мира по футболу FIFA 2018 года[158]
- Почетная грамота Правительства Российской Федерации (3 февраля 2022) — за большой вклад в развитие транспортного комплекса города Москвы[159]
- Орден Почёта (2020)[160][1]
- Знак отличия «За заслуги перед Москвой» (2020)[160][1]
- Орден Александра Невского (2023)[160]